# ۸ نوامبر
۸ نوامبر سیصد و دوازدهمین (در سال‌های کبیسه سیصد و سیزدهمین) روز سال در گاه‌شماری خورشیدی است. ۵۳ روز تا پایان سال باقی‌است.

## رویدادها
- ۱۹۶۸ - شبکه تلویزیونی اچ‌بی‌او شروع به کار کرد.
- ۱۹۷۷ - قبر فیلیپ دوم مقدونی کشف کرد.
- ۱۹۸۷ - در اثر انفجار بمب کارگذاشته شده از طرف ارتش جمهوری‌خواه ایرلند شمالی در مراسم یادبود کشته شدگان جنگی بریتانیا در انیسکیلن ایرلند شمالی ۱۲ تن کشته و ۶۳ نفر دیگر زخمی شدند.
- ۲۰۰۲ - تصویب قطعنامه ۱۴۴۱ شورای امنیت در رابطه رژیم بعثی صدام حسین در عراق
- ۲۰۱۳ - در اثر طوفان هایان فیلیپین تا ۲۹ ژانویه ۲۰۱۴، حدود ۶۲۰۰ نفر کشته شدند. گفته می‌شود این طوفان قوی‌ترین طوفان خشکی فیلیپین و چهارمین در جهان در طول تاریخ بوده‌است.

## زادروزها
- ۳۰ − نروا، امپراتور روم
- ۱۶۵۶ − ادموند هالی، ستاره‌شناس و ریاضیدان بریتانیایی
- ۱۸۳۷ – آلبرت اندرسون، سیاست‌مدار اهل ایالات متحده آمریکا (د. ۱۸۹۸)
- ۱۸۴۷ − برام استوکر، نویسندهٔ ایرلندی
- ۱۹۰۰ − مارگارت میچل، نویسندهٔ آمریکایی
- ۱۹۲۲ − کریستیان بارنارد، جراح اهل آفریقای جنوبی
- ۱۹۳۳ − پیتر آروندل، رانندهٔ مسابقات اتومبیل‌رانی اهل انگلستان (د. ۲۰۰۹)
- ۱۹۳۵ - آلن دلون، بازیگر فرانسوی
- ۱۹۵۴ - کازوئو ایشی‌گورو، نویسنده انگلیسی ژاپنی‌تبار
- ۱۹۷۷ - نادیا ایجافینی، دوندهٔ حرفه‌ای دوی استقامت مغربی.

## درگذشتگان
- ۱۹۵۲ - عبداللطیف مصلح صلاح، سیاستمدار و وکیل فلسطینی.[۱]

## مناسبت‌ها
- روز جهانی پرتونگاری[نیازمند منبع]